# Llista de banderes municipals d'Estònia
Aquesta és una llista de les banderes municipals d'Estònia. Les banderes estan agrupades per comtats (subdivisió administrativa de primer ordre) i els noms dels municipis segueixen l'ordre alfabètic de l'estonià.

## Comtat de Harju

Anija (2003–avui dia)
Harku (2006–avui dia)
Jõelähtme (1992–avui dia)
Keila (1992–avui dia)
Kiili (1994–avui dia)
Kose (2014–avui dia)
Kuusalu (2006–avui dia)
Lääne-Harju
Loksa (1996–avui dia)
Maardu (1991–avui dia)
Raasiku (1996–avui dia)
Rae (rural) (1992–avui dia)
Saku (1993–avui dia)
Saue
Tallinn
Viimsi (1994–avui dia)

### Municipis històrics

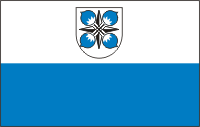
Aegviidu (?–2017)
Kehra (1993–2002)
Keila (?–2017)
Kernu (1997–2017)
Kose (1997–2013)
Kõue (1995–2013)
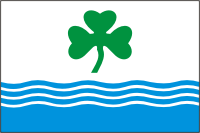
Kuusalu (1998–2005)
Loksa
Nissi (1994–2017)
Padise (1992–2017)
Paldiski (1994–2017)
Saue (1997–2017)
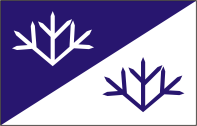
Vasalemma (1992–2017)

### Districtes de Tallinn

Haabersti
Kesklinn
Kristiine
Lasnamäe
Mustamäe
Nõmme
Pirita
Põhja-Tallinn

## Comtat de Hiiu

Hiiumaa (2017–avui dia)

### Municipis històrics

Emmaste (1996–2017)
Hiiu (2013–2017)
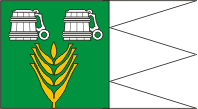
Käina (1995–2017)
Kärdla (1992–2013)
Kõrgessaare (1994–2013)
Pühalepa

## Comtat d'Ida-Viru

Alutaguse
Jõhvi (2006–avui dia)
Kohtla-Järve (1995–avui dia)
Lüganuse
Narva (1992–avui dia)
Narva-Jõesuu (1994–avui dia)
Sillamäe (1994–avui dia)
Toila (1993–avui dia)

### Municipis històrics

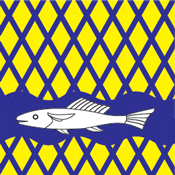
Alajõe (1996–2017)
Aseri (1994–2017)
Avinurme (1992–2017)
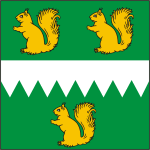
Iisaku (1994–2017)
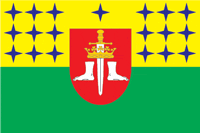
Illuka (1993–2017)
Jõhvi (urbà) (1992–2006)
Jõhvi (rural) (?–2006)
Kiviõli (1992–2017)
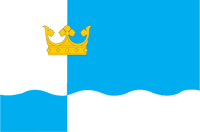
Kohtla (1997–2017)
Kohtla-Nõmme (1997–2017)
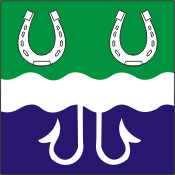
Lohusuu (1997–2017)
Lüganuse (1997–2013)
Lüganuse (2013–2017)
Mäetaguse (?–2017)
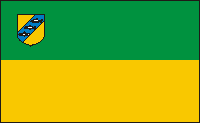
Maidla (1994–2013)
Püssi (1993–2013)
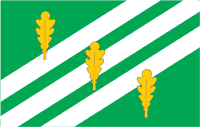
Sonda (1996–2017)
Tudulinna (1997–2017)
Vaivara (1993–2017)

## Comtat de Järva

Järva
Paide (1992–avui dia)
Türi

### Municipis històrics

Albu (1994–2017)
Ambla (1995–2017)
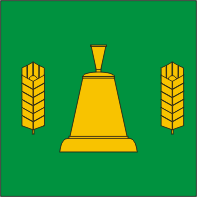
Järva-Jaani (1997–2017)
Imavere (1996–2017)
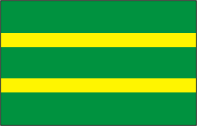
Kabala (1997–2005)
Kareda (1992–2017)
Koeru (1995–2017)
Koigi (1995–2017)
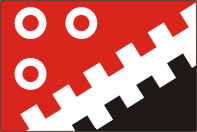
Lehtse (1995–2005)
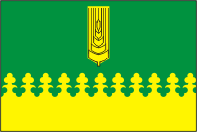
Oisu (1995–2005)
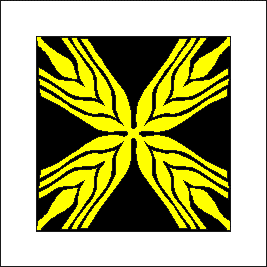
Paide (1994–2017)
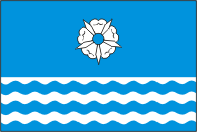
Roosna-Alliku (1995–2017)
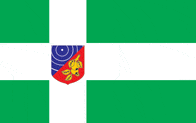
Türi (1992–2005)
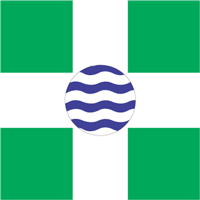
Türi (1995–2005)
Türi (2006–2017)
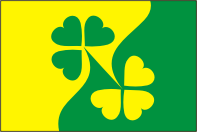
Väätsa (1995–2017)

## Comtat de Jõgeva

Jõgeva (2017–avui dia)
Mustvee
Põltsamaa

### Municipis històrics

Jõgeva (1994–2017)
Jõgeva (1995–2017)
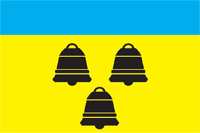
Kasepää (1999–2017)
Mustvee (1993–2017)
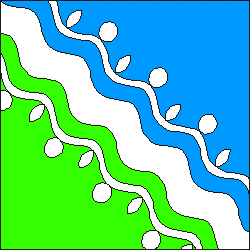
Pajusi (1997–2017)
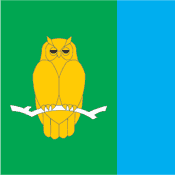
Pala (1997–2017)
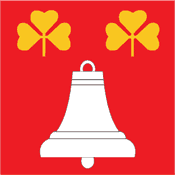
Palamuse (1994–2017)
Põltsamaa (1997–2017)
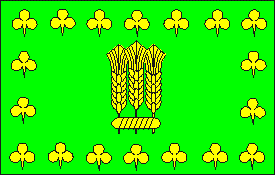
Põltsamaa (1998–2017)
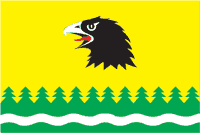
Puurmani (2000–2017)
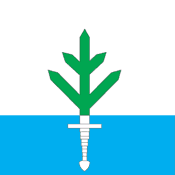
Saare (1996–2017)
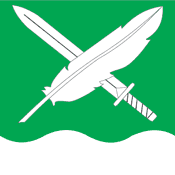
Tabivere (1996–2017)
Torma (1998–2017)

## Comtat de Lääne

Haapsalu (1994–avui dia)
Lääne-Nigula (2013–avui dia)
Vormsi (2013–avui dia)

### Municipis històrics

Hanila (1995–2017)
Kullamaa (1995–2017)
Lihula (1996–2017)
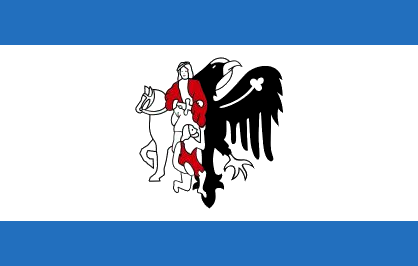
Martna (2011–2017)
Noarootsi (1996–2017)
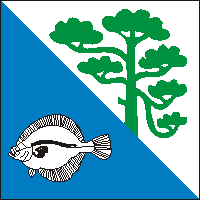
Nõva (1997–2017)
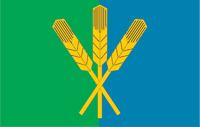
Oru (1998–2013)
Ridala (2000–2017)
Risti (1998–2013)
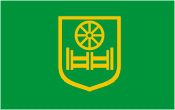
Taebla (2004–2013)

## Comtat de Lääne-Viru

Haljala
Kadrina (1995–avui dia)
Rakvere (urbà) (1994–avui dia)
Rakvere (rural) (1993–avui dia)
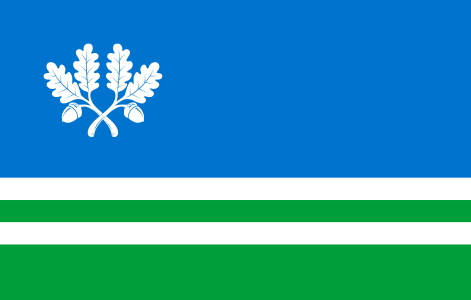
Tapa (2017–avui dia)
Väike-Maarja (1995–avui dia)
Vinni (1995–avui dia)
Viru-Nigula (1995–avui dia)

### Municipis històrics

Avanduse (1994–2005)
Haljala (1994–2017)
Kunda (1994–2017)
Laekvere (1995–2017)
Rägavere (1994–2017)
Rakke (1994–2017)
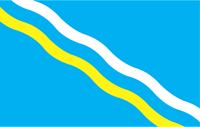
Saksi (1998–2005)
Sõmeru (1993–2017)
Tamsalu (urbà) (1996–2017)
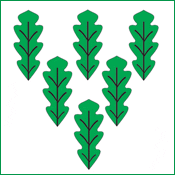
Tamsalu (rural) (1993–2005)
Tapa (1992–2005)
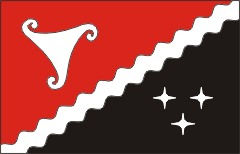
Tapa (2005–2017)
Vihula >(1996–2017)
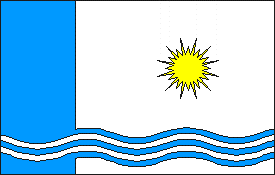
Võsu (1998–1999)

## Comtat de Pärnu

Häädemeeste (1997–avui dia)
Kihnu (1995–avui dia)
Lääneranna
Pärnu (urbà) (1993–avui dia)
Põhja-Pärnumaa
Saarde (2006–avui dia)
Tori

### Municipis històrics

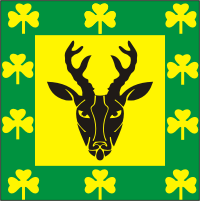
Are (1998–2017)
Audru (1994–2017)
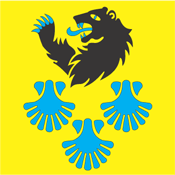
Halinga (1994–2017)
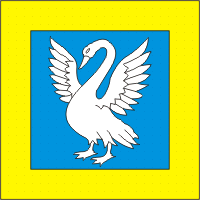
Kaisma (1995–2009)
Kilingi-Nõmme (1995–2005)
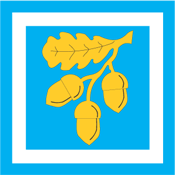
Koonga (1996–2017)
Lavassaare (2004–2013)
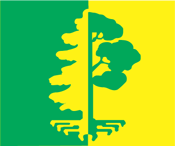
Paikuse (1995–2017)
Pärnu-Jaagupi
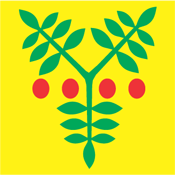
Saarde (1994–2005)
Sauga (1996–2017)
Sindi (1997–2017)
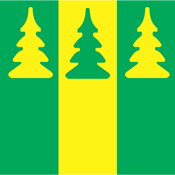
Surju (1996–2017)
Tahkuranna (1995–2017)
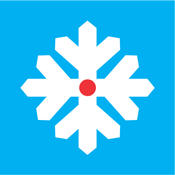
Tali (1993–2005)
Tootsi (1999–2017)
Tori (1997–2017)
Tõstamaa (1997–2017)
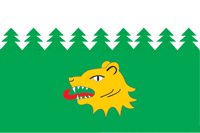
Vändra (1999–2017)
Vändra (1996–2017)
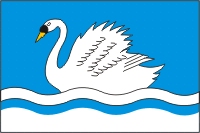
Varbla (1996–2017)

## Comtat de Põlva

Kanepi (1997–avui dia)
Põlva
Räpina (2000–avui dia)

### Municipis històrics

Ahja (1996–2017)
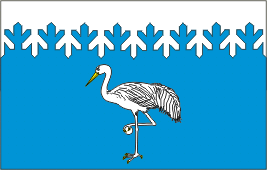
Kõlleste (2003–2017)
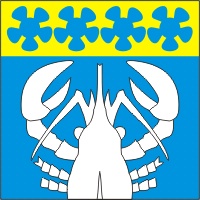
Laheda (1995–2017)
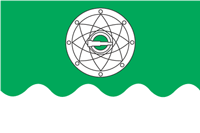
Mikitamäe (1994–2017)
Mooste (1998–2017)
Orava (1999–2017)
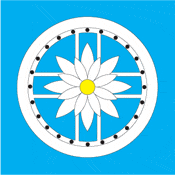
Räpina (?–2002)
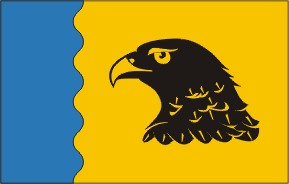
Valgjärve (2005–2017)
Värska (?–2017)
Vaste-Kuuste (1998–2017)
Veriora (1999–2017)

## Comtat de Rapla

Kehtna (1995–avui dia)
Kohila (1995–avui dia)
Märjamaa (1996–avui dia)
Rapla (2002–avui dia)

### Municipis històrics

Järvakandi (1999–2017)
Juuru (1998–2017)
Kaiu (1996–2017)
Käru (1992–2017)
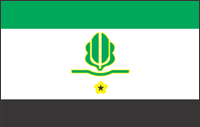
Kohila (1995–2002)
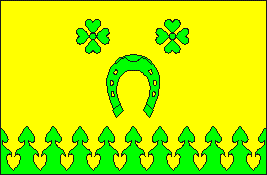
Loodna (1995–2002)
Märjamaa (1995–2002)
Raikküla (1997–2017)
Rapla (?–2002)
Rapla (?–2002)
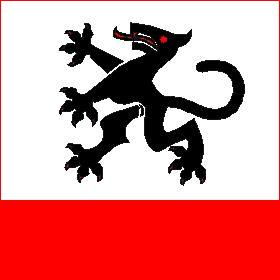
Vigala (2002–2017)

## Comtat de Saare

Muhu (1998–avui dia)
Ruhnu (2015–avui dia)
Saaremaa (2017–avui dia)

### Municipis històrics

Kaarma (1993–2017)
Kärla (1997–2014)
Kihelkonna (1997–2017)
Kuressaare (1992–2010)
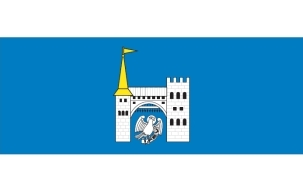
Kuressaare (2010–2017)
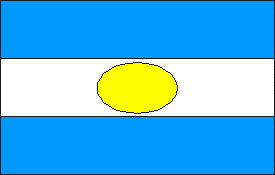
Kuressaare (1995–1999)
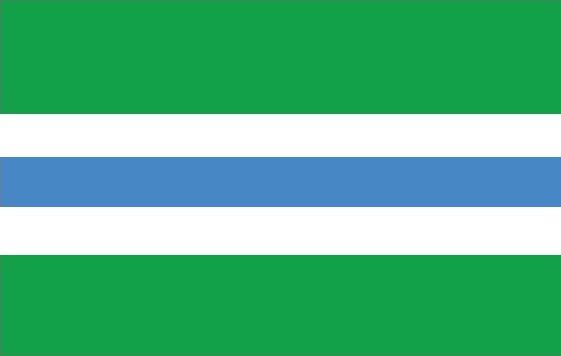
Lääne-Saare (2014–2017)
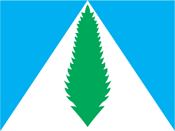
Lümanda (1993–2014)
Laimjala (1996–2017)
Leisi (1996–2017)
Mustjala (1998–2017)
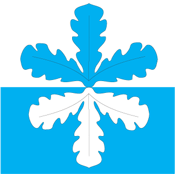
Orissaare (1995–2017)
Pihtla (1997–2017)
Pöide (1995–2017)
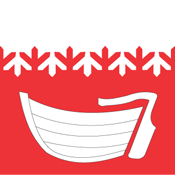
Salme (1995–2017)
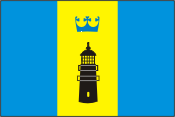
Torgu (2002–2017)
Valjala (1996–2017)

## Comtat de Tartu

Elva
Kambja
Kastre
Luunja (1994–avui dia)
Nõo (1996–)Nõo (1996–)
Peipsiääre
Tartu (urbà) (1992–avui dia)
Tartu (rural)

### Municipis històrics

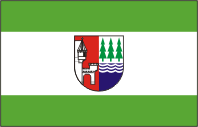
Alatskivi (1997–2017)
Elva (2000–2017)
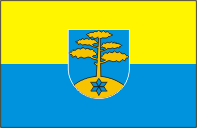
Haaslava (2000–2017)
Kallaste (1998–2017)
Kambja (1995–2017)
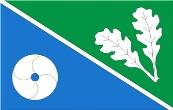
Konguta (2009–2017)
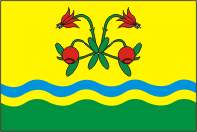
Laeva (1998–2017)
Mäksa (1997–2017)
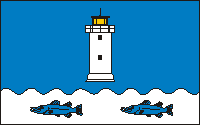
Meeksi (2002–2017)
Peipsiääre (1998–2017)
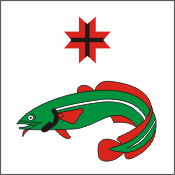
Piirissaare (?–2017)
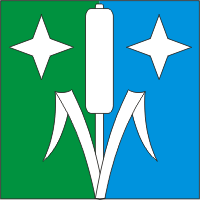
Puhja (1998–2017)
Rannu (1994–2017)
Rõngu (1996–2017)
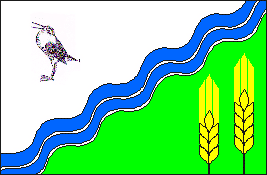
Tähtvere (1998–2017)
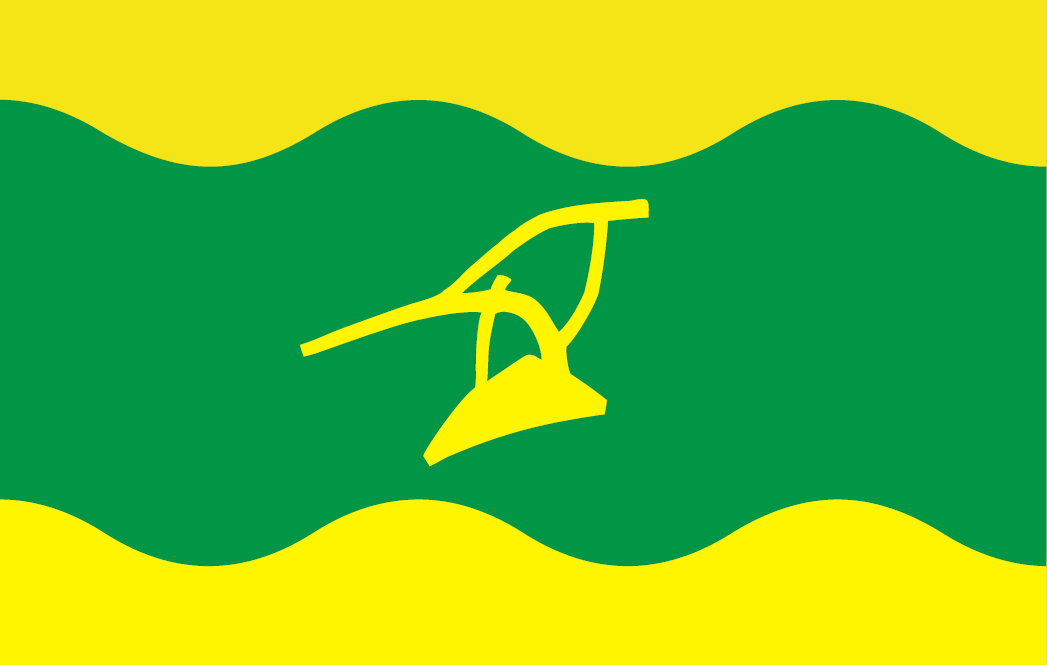
Ülenurme (2008–2017)
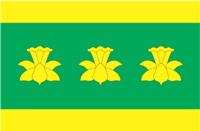
Vara (1996–2017)
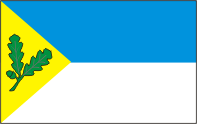
Võnnu (2000–2017)

## Comtat de Valga

Otepää (1999–avui dia)
Tõrva
Valga

### Municipis històrics

Helme (1994–2017)
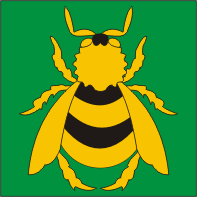
Hummuli (1994–2017)
Karula (1994–2017)
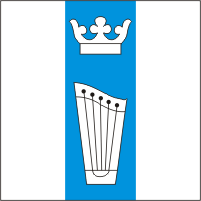
Õru
Otepää (1992–1999)
Palupera (2004–2017)
Põdrala (1995–2017)
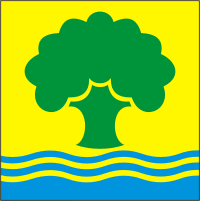
Pühajärve (1996–1999)
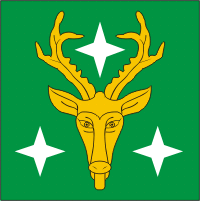
Puka (1995–2017)
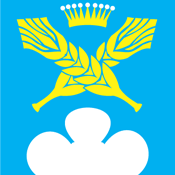
Sangaste (1994–2017)
Taheva (1996–2017)
Tõlliste (1994–2017)
Tõrva (1992–2017)
Valga (1997–2017)

## Comte de Viljandi

Mulgi
Põhja-Sakala
Viljandi (urbà) (1992–avui dia)
Viljandi (rural) (2013–avui dia)

### Municipis històrics

Abja-Paluoja (?–1998)
Abja (?–1998, 2004-2007)
Halliste (2003–2017)
Karksi-Nuia (urbà) (1995–1999)
Karksi (rural) (1999–2017)
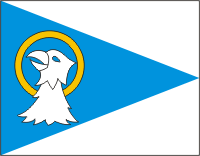
Kolga-Jaani (1995–2017)
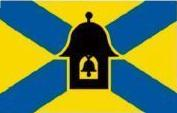
Kõo (?–2017)
Kõpu (?–2017)
Mõisaküla (1994–2017)
Olustvere (?–2005)
Paistu (1994–2013)
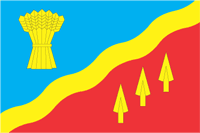
Pärsti (1996–2013)
Saarepeedi (?–2013)
Suure-Jaani (urbà) (1995–2005)
Suure-Jaani  (rutal) (2005–2017)
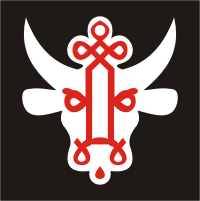
Tarvastu (1997–2017)
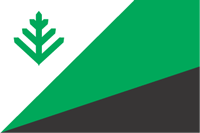
Vastemõisa (1995–2005)
Viiratsi (1995–2013)
Võhma (–2017)

## Comtat de Võru

Antsla
Rõuge
Setomaa
Võru (urbà) (1994–avui dia)
Võru (rural)

### Municipis històrics

Antsla (urbà) (1994–2000)
Antsla (rural) (2000–2017)
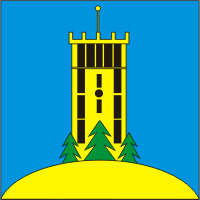
Haanja (1997–2017)
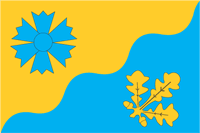
Lasva (1996–2017)
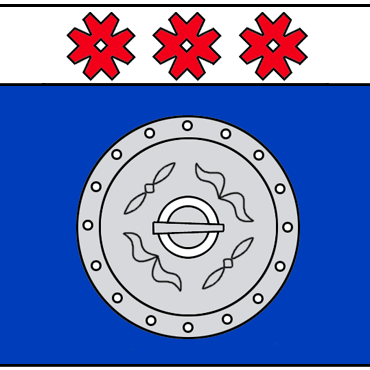
Meremäe (1996–2017)
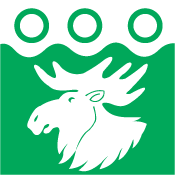
Misso (1994–2017)
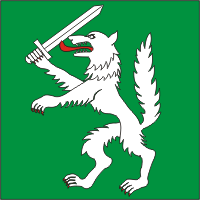
Mõniste (1997–2017)
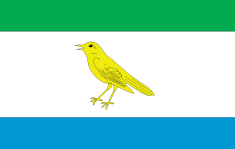
Rõuge (1999–2017)
Sõmerpalu (1997–2017)
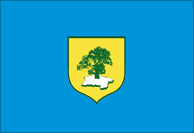
Urvaste (?–2017)
Varstu (2002–2017)
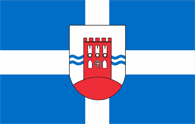
Vastseliina (2008–2017)
Võru (rural) (1999–2017)